# Беспорядки в Хедерени
Беспорядки в Хедерени (рум. Ciocnirile de la Hădăreni) — антицыганский погром, учинённый в 1993 румынскими и венгерскими жителями деревни Хедерени в Румынии, в результате которого было убито 3 (по некоторым данным, 4) цыган, а несколько цыганских домов было сожжено.

## Беспорядки
Двадцатого сентября 1993 у группы цыган произошёл конфликт с пожилым румыном. Когда его сын попытался вступиться за отца, один из цыган нанёс тому ножевое ранение, оказавшееся смертельным. После этого цыгане закрылись в одном из деревенских домов. Собравшиеся местные жители румынской и венгерской национальности потребовали от них выйти и сдаться полиции. После отказа цыган это сделать, собравшиеся, среди которых был начальник местной полиции и один из его подчинённых, облили дом бензином и подожгли. Двое цыган, попытавшихся выбраться, подверглись линчеванию, один сгорел внутри, одному удалось бежать. Беспорядки стали результатом бездействия полиции — десятки ранее поданных населением жалоб на совершённые цыганами правонарушения остались без результата.
В дальнейшем беспорядки переросли в антицыганский погром. Было сожжено 13 (по другим данным, 14) домов цыган, ещё 4 получили повреждения. Полиция не предпринимала никаких действий чтобы помешать погромщикам. Большая часть цыганского населения (около 130 человек) была вынуждена бежать и в течение нескольких дней и даже недель укрываться в близлежащем лесу.
В своём официальном заявлении правительство Румынии выразило понимание «негодования жителей деревни».

## Суд
Суд, начавшийся в 1997 году, признал пятерых участников беспорядков виновными в убийстве, и ещё семерых — в умышленном уничтожении чужого имущества. Позднее, в 1999 году, двое из осуждённых за убийство были оправданы, трём другим приговор был смягчён.
Европейский суд по правам человека постановил, что румыны должны выплатить лишившейся жилищ группе цыган 238 000 € компенсации. Согласно вердикту суда, представители румынской полиции также участвовали в поджоге, а затем попытались это скрыть. Суд также решил, что этническое происхождение вовлечённых в конфликт людей стало важным фактором его последствий, и что длительный срок разбирательства (11 лет) нарушил их право на честный суд.